# Tunnelboormachine

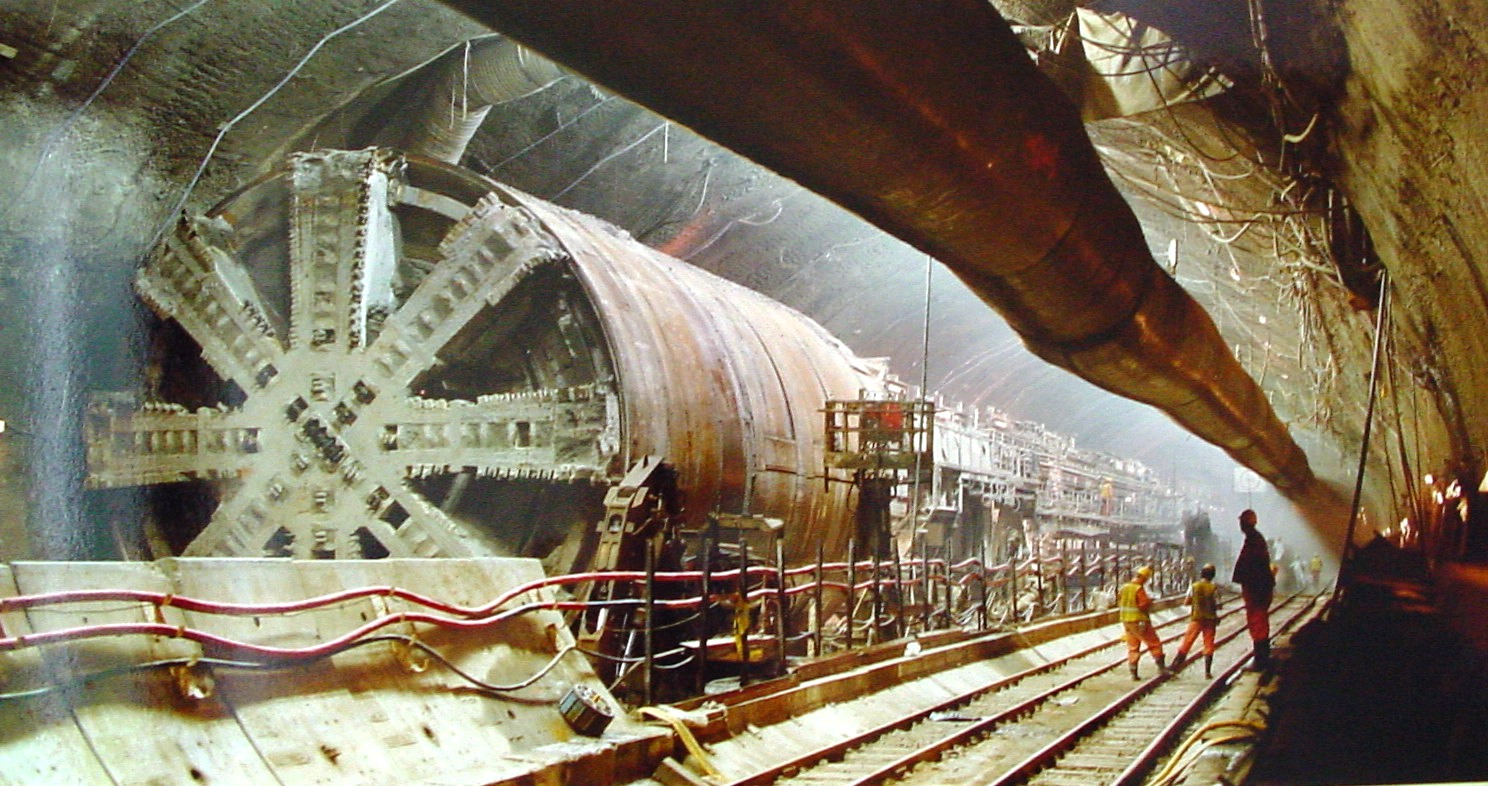
Een van de boormachines van de Kanaaltunnel tussen Frankrijk en het Verenigd Koninkrijk

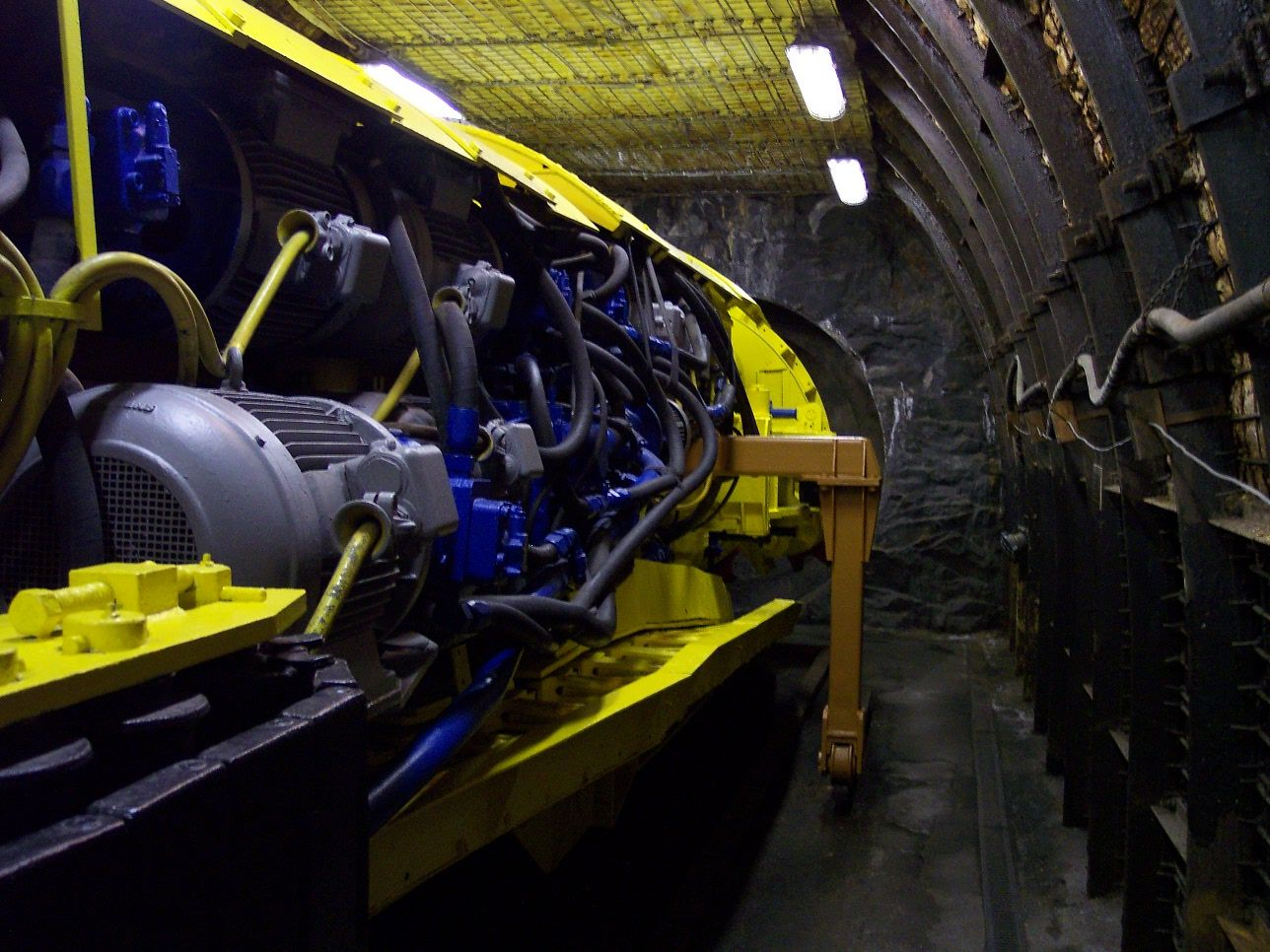
Duitse tunnelboormachine uit 1967

Er zijn uiteenlopende soorten tunnelboormachines (TBM's) op de markt die in de meest verschillende soorten ondergrond gebruikt kunnen worden voor het realiseren van geboorde tunnels.

## Gesloten frontboormachines
In een ondergrond met een hoge waterdoorlatendheid en weinig interne cohesie, zoals de Nederlandse bodem, wordt vaak gebruikgemaakt van gesloten frontboormachines, die een ondersteunend boorfront creëren door het gebruik van een bepaalde steunvloeistof. Deze steunvloeistof kan bentoniet, water, schuim of lucht zijn, al dan niet vermengd met delen afgegraven aarde.
De volgende soorten gesloten frontboortechnieken kunnen gebruikt worden:

### Slurryschild
Een slurryschild wordt gebruikt in zanderige gronden met weinig interne cohesie. Om dit probleem tegen te gaan wordt er gebruikgemaakt van een steunvloeistof in de vorm van bentoniet. Door toepassing van overdruk in de mixkamer, voor in het boorschild, dringt de bentoniet een aantal centimeters de grond in en creëert daarmee een soort plastieken laag. Deze laag wordt waterdicht, waardoor er geen water in de boormachine kan binnendringen, daarmee een mogelijke instorting van het boorfront voorkomend.
Het boorschild schraapt laagje voor laagje van deze 'huid' af, daarmee ontstaat de ruimte om naar voren te bewegen. De afgegraven mix van grond en slurry wordt in vloeistofvorm naar het eind van de tunnel getransporteerd, en in een scheidingsinstallatie gescheiden, waarna de slurry opnieuw gebruikt kan worden.
Er zijn verschillende types slurryschild. Ze verschillen in de manier waarop de druk aan het graaffront gecreëerd wordt. Een hydroschild is een slurryschild waarbij naast slurry ook lucht gebruikt wordt om de buffer in stand te houden. Deze luchtbuffer kan grote drukverschillen in de boorvloeistof goed opvangen.
Slurryschilden zijn niet toepasbaar in alle soorten grond. Zandgronden zijn wel goed te bewerken met een slurry-TBM, wanneer er weinig cohesie en een hoge waterdoorlatendheid is. Wanneer er veel klei tussen het zand zit, kunnen er echter problemen optreden. Zo wordt het erg moeilijk de bentoniet na gebruik goed te scheiden van de kleibrokken. Ook kunnen er kleiballen ontstaan die de machinerie op allerlei plaatsen kunnen laten vastlopen.

### Earth Pressure Balance Shield
Wanneer de uit te graven grond klei is, is een voor de hand liggende keuze die voor een Earth Pressure Balance Shield (grond-aardebalansschild). Deze boormethode maakt gebruik van de reeds afgegraven grond om een waterdicht boorfront te creëren. De door het boorwiel afgeschraapte grond wordt meegenomen naar de werkkamer, waar het gecomprimeerd wordt voordat het door een schroef naar achteren afgevoerd wordt. Als de grond niet plastisch genoeg is, kan er een steunvloeistof toegevoegd worden om de plasticiteit te verhogen.
Een nieuwe ontwikkeling op het gebied van EPB-boormachines is het gebruik van schuim als steunvloeistof. Het kan de plasticiteit van de aarde verhogen en tegelijkertijd de compressie verbeteren. Het werkgebied van de EPB-boormachine kan hierdoor uitgebreid worden naar bijvoorbeeld fijnere zandsoorten zoals silt. Het schuim is biologisch afbreekbaar, waardoor de afgegraven grond gewoon gedumpt kan worden.

### Mix-schild
Het mix-schild is de nieuwste ontwikkeling op het gebied van gesloten frontboormachines. Het is ontwikkeld om om te kunnen gaan met wisselende grondsamenstellingen, die het vroeger oneconomisch en moeilijk maakten voor één bepaalde machine te kiezen. Het mix-schild kan, al naargelang de omstandigheden veranderen, snel aangepast worden. Zo kan het bijvoorbeeld een slurryschild zijn, een schild met een luchtdrukbuffer of een EPB-schild in een zijn.

### Mechanical Pressure Balance Shield
Dit schild ondersteunt zonder additieven zelf het boorfront. De doorlaatbaarheid ten behoeve van de af te voeren grond kan geregeld worden door middel van kleppen in het schild.

## Hard-Rock-tunnelboormachines/methodes
Om door harde rots, wat in Nederland bijna niet voorkomt, heen te kunnen tunnelen, zijn speciale, extra krachtige tunnelboormachines nodig. Dit zijn zowel open als gesloten frontboormachines, en zijn wisselend uitgerust met of zonder schild, of soms zelfs met twee schilden.

### NATM, New Austrian Tunnelling Method
De New Austrian Tunnelling Method is in de jaren 60 ontwikkeld in Oostenrijk. Uitgangspunt is het gebruik van het rotsgesteente dat de tunnelconstructie omringt als stabiliserende factor voor de gehele tunnel. de NATM is geen specifieke methode maar eerder een serie richtlijnen en aanbevelingen. Het uitgegraven tunnelgedeelte wordt vaak aanvullend verstevigd door het toepassen van shotcrete, spuitbaar beton. De NATM is een zeer flexibele tunnelbouwmethode, waarbij de wanden van de tunnels constant gemonitord worden.

### Gripper TBM
De Gripper TBM, zowel de enkele als de dubbele uitvoering, is een TBM speciaal geschikt voor gebruik in harde steensoorten zoals gneiss of graniet, steensoorten die veel voorkomen in de Alpen. In tegenstelling tot schild-TBMs, die onafhankelijk van de gesteldheid van de rots tunnelelementen leggen en voortbewegen, reageert een gripper-TBM constant op de ondersteuning die de omringende rots haar biedt. Afhankelijk van de rotssamenstelling, is er soms direct achter het boorfront ondersteuning nodig. Het voordeel van een Gripper-TBM is de relatief korte lengte van het schild, waardoor de tunnelwand zeer kort achter het boorfront al verstevigd kan worden, wat de algemene veiligheid van de tunnel en het personeel ten goede komt. Deze versteviging gebeurt vaak met shotcrete.

### Hard-Rockschild TBM
De hard-rock schild TBM komt net als de Gripper-TBM in twee varianten voor, de enkelschild- en de dubbelschildvariant. De enkelschildvariant werkt als een zachte grond-TBM, alleen met hardere snijwielen en een minder ingewikkeld graaffrontstabiliteitssysteem. De dubbelschildvariant is technisch een stuk geavanceerder vanwege het feit dat het een in feite een gecombineerde schild-gripper TBM is. De keuze voor een dubbelschildTBM wordt ingegeven door de hoge dagelijkse voortgang die deze kan bieden, zelfs in slechte, wisselende bodemgesteldheden.
De dubbelschild-TBM bestaat uit vier onderdelen:
- Voorste schild met graaffront
- Aandrijving
- Gripper-schild
- tweede afzet-hydrauliek

Het voorste schild is verbonden met het gripper-schild door middel van telescopische, hydraulische jacks die dienstdoen als voortgangjacks. Wanneer de TBM zich in harde rots bevindt, zet het gripper-schild zich klem tegen de rotswand, terwijl er tegelijkertijd een graafbeweging en de aanleg van een nieuwe ring tunnelelementen plaatsvindt. Tijdens deze graaffase beweegt alleen het voorste schild zich, terwijl de rest van de TBM stilstaat. Deze methode laat een hoog productietempo toe.
De dubbelschildmethode is alleen toepasbaar als de TBM zich in onverstoorde rots bevindt. Zodra de TBM in een zone terechtkomt waar zich instabiele situaties voordoen, worden de twee schilden aan elkaar verbonden en functioneert hij als een enkelschild-TBM.